# Didemnum perspicuum
Didemnum perspicuum is een zakpijpensoort uit de familie van de Didemnidae. De wetenschappelijke naam van de soort is voor het eerst geldig gepubliceerd in 1873 door Giard.